# DBA (Musikprojekt)
DBA ist ein Musikprojekt des Keyboarders Geoff Downes (vormals u. a. The Buggles, Yes und Asia) und des Sängers und Musikproduzenten Chris Braide. Der Bandname ist dabei ein Akronym für Downes Braide Association.
Das Duo hat bislang vier Studioalben und ein Live-Doppelalbum veröffentlicht. Auf den letzten beiden Alben finden sich dabei u. a. Gastauftritte von Marc Almond und David Longdon von Big Big Train.

## Stil
Stilistisch ist die Musik dem Genre Progressive Rock zuzurechnen und insbesondere dem Neo- bzw. Retro-Prog. Die kommt auch durch die von Roger Dean gestalteten Schallplattencover zum Ausdruck. Dementsprechend sind Songs zwar länger und komplexer, aber trotzdem gut zugänglich, so dass in Rezensionen auch von "Proghymnen mit Popanstrich" bzw. "Pop-Ästhetik" die Rede ist.

## Diskografie
Alben
- 2012: Pictures of You
- 2015: Suburban Ghosts
- 2017: Skyscraper Souls
- 2019: Live in England
- 2021: Halycon Hymns
- 2023: Celestial Songs